# Paul Scharfe
Paul Scharfe (Danzig, 6 september 1876 - Starnberg, 29 juli 1942) was een Duitse SS-Obergruppenführer (luitenant-generaal) en generaal in de Waffen-SS. Hij was hoofd van het Hauptamt SS-Gericht.

## Leven
Op 6 september 1876 werd Paul Scharfe geboren in Danzig. Hij was de zoon van een schooldirecteur Johannes Hans Scharfe en zijn vrouw Bertha Scharfe (geboortenaam Hillgenberg). Na het de behalen van zijn eindexamen aan het gymnasium, ging hij naar de militaire school en werd in 1897 Leutnant (tweede luitenant) in de Deutsches Heer. Hij was regimentskameraad van Paul Hausser, die em overhaalde om van de SA naar de SS over te stappen.
Hij trouwde in 1903 met Franziska. Het echtpaar kreeg twee dochters en een zoon. Hij werd als Leutnant der Reserve opgenomen in de politie. In 1914 en 1915 tijdens de Eerste Wereldoorlog was hij als compagnie- en bataljonscommandant aangesteld en werd hij aan het Poolse front ingezet. In 1919 werd hij Polen uitgezet. In 1921 werd hij in de politie van Halle opgenomen, en ging in 1931 als Oberstleutnant (luitenant-kolonel) in Berlijn met pensioen.
Op 1 oktober 1931 werd hij lid van de NSDAP en de SS tegelijk, en maakte daar carrière.
Na de overname van de macht, kreeg hij in juni 1933 de leiding van de door Heinrich Himmler nieuw opgerichte hoofdkantoor van de SS-rechtbank Hauptamt SS-Gericht in München overgedragen. Het Hauptamt SS-Gericht was tot juli 1935 nog aan het SS-Hauptamt verbonden. Daarna was dit ambt ondergeschikt aan de Persönlicher Stab Reichsführer-SS. In juni 1939 werd hij tot eerste hoofd van het nieuw opgerichte Hauptamt SS-Gericht benoemd. Scharfe was niet juridisch geschoold.
Op 20 april 1942 werd hij bevorderd tot SS-Obergruppenführer en Generaal in de Waffen-SS. In juli 1942 stierf hij aan de gevolgen van een herseninfarct. Zijn opvolger en het laatste hoofd van het Hauptamt was Franz Breithaupt.
Op instructie van Himmler werd het huis van Zwitserse dichter Rudolf G. Binding (Herzog-Wilhelm-Straße 3) voor Scharfe's weduwe aangekocht.

## Carrière
Scharfe bekleedde verschillende rangen in zowel de Allgemeine-SS als Waffen-SS. De volgende tabel laat zien dat de bevorderingen niet synchroon liepen.
| Datum                                                         | Deutsches Heer                   | Landweer                  | Politie                              | Allgemeine-SS        | Waffen-SS                       |
| ------------------------------------------------------------- | -------------------------------- | ------------------------- | ------------------------------------ | -------------------- | ------------------------------- |
| 25 augustus 1895                                              | Fahnenjunker (aspirant-officier) | —                         | —                                    | —                    | —                               |
| December 1896- 20 mei 1896                                    | Portepée-Fahnrich                | —                         | —                                    | —                    | —                               |
| 27 januari 1897                                               | Sekondeleutnant                  | —                         | —                                    | —                    | —                               |
| 14 november 1903 (met Patent van 27 januari 1897)             | Leutnant der Reserve             | —                         | —                                    | —                    | —                               |
| 20 juli 1907                                                  | —                                | Oberleutnant der Landwehr | —                                    | —                    | —                               |
| 16 juni 1914                                                  | —                                | Hauptmann der Landwehr    | —                                    | —                    | —                               |
| 1915- 1919                                                    | —                                | Major der Landwehr        | —                                    | —                    | —                               |
| 1 juli 1921 (met DA van 27 januari 1898)                      | —                                | —                         | Major der Schupo                     | —                    | —                               |
| 21 mei 1927 (met ingang van 1 mei 1927 en DA van 21 mei 1927) | —                                | —                         | Polizeioberstwachtmeister            | —                    | —                               |
| 1 oktober 1927                                                | —                                | —                         | Oberstleutnant der Schupo            | —                    | —                               |
| 27 oktober 1927 (met ingang van 1 oktober 1931)               | —                                | —                         | —                                    | SS-Sturmführer       | —                               |
| 22 december 1931                                              | —                                | —                         | —                                    | SS-Sturmhauptführer  | —                               |
| 31 maart 1932 (met ingang van 30 maart 1932)                  | —                                | —                         | —                                    | SS-Sturmbannführer   | —                               |
| 14 oktober 1932                                               | —                                | —                         | —                                    | SS-Standartenführer  | —                               |
| 5 juli 1933                                                   | —                                | —                         | Charakter van Oberst der Schupo a.D. | —                    | —                               |
| 4 augustus 1933 (met ingang van 3 augustus 1933)              | —                                | —                         | —                                    | SS-Oberführer        | —                               |
| 23 april 1934 (met ingang van 20 april 1934)                  | —                                | —                         | —                                    | SS-Brigadeführer     | —                               |
| 30 januari 1937                                               | —                                | —                         | —                                    | SS-Gruppenführer     | —                               |
| 9 november 1940                                               | —                                | —                         | —                                    | —                    | Generalleutnant in de Waffen-SS |
| 20 april 1942                                                 | —                                | —                         | —                                    | SS-Obergruppenführer | —                               |
| 20 april 1942                                                 | —                                | —                         | —                                    | —                    | Generaal in de Waffen-SS        |

## Lidmaatschapsnummers
- NSDAP-nr.: 665 697[11] (lid geworden 1 oktober 1931[8][14][7])
- SS-nr.: 14 220[8][11](lid geworden 17 oktober 1931[9][14][7])

## Onderscheidingen
Selectie:
- IJzeren Kruis 1914, 2e Klasse[8][9][12][3]
- Kruis voor Oorlogsverdienste, 1e Klasse (30 januari 1942) (beide)[9][3] en 2e Klasse met Zwaarden[8]
- Ehrenwinkel der Alten Kämpfer
- Dienstonderscheiding van de Landweer[8], 2e Klasse in 1907[9] of 1908[3]
- Kruis van Verdienste voor Oorlogshulp[8][9][3]
- Insigne van de SA bijeenkomst bij Brunswijk 1931[8] in 1931[9][3]
- Centenarmedaille[8] in 1897[9][3]